# کاپیتول ایالت آیداهو

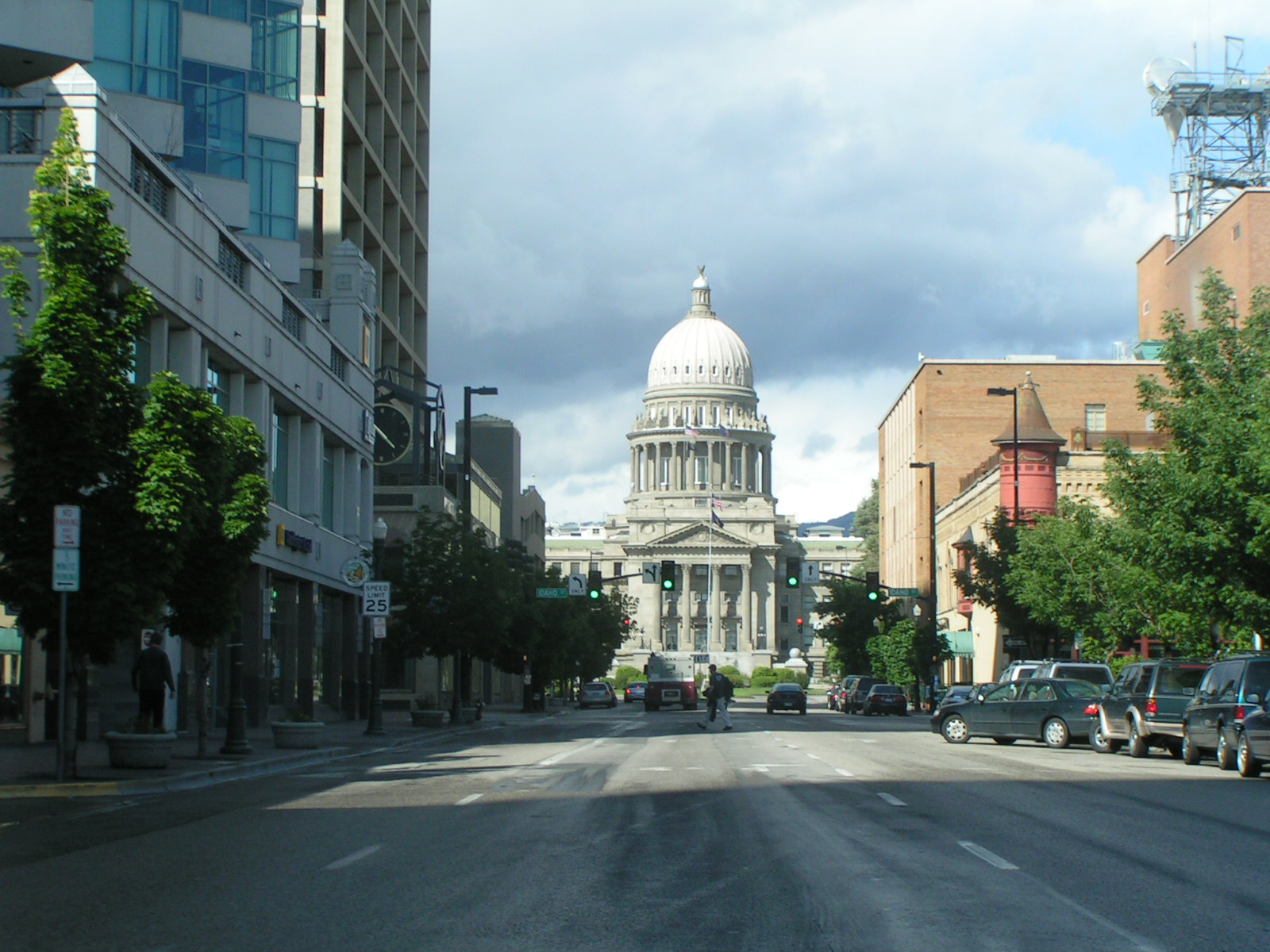

ساختمان کاپیتل ایالت آیداهو (Idaho State Capitol) بنایی است که شاخه مقننه دولت آیداهو در آن قرار دارد. معماران بنا عبارتند از
- John E. Tourtellotte
- Charles Hummel

بنای کنونی در سال ۱۹۰۵-۱۹۱۲ ساخته گردید و در بویزی قرار دارد.
این بنا هم خانه مجلس عوام است هم مجلس سنای ایالت.